# يوديد الفاناديوم الثلاثي
يوديد الفاناديوم الثلاثي (أو ثلاثي يوديد الفاناديوم) هو مركب كيميائي لاعضوي صيغته VI3، ويوجد على هيئة صلب بني مسود.

## التحضير
يحضر المركب من التفاعل المباشر بين العنصرين المكونين له: اليود والفاناديوم عند درجات حرارة مرتفعة تقارب 500 °س.
{\displaystyle {\ce {2V + 3I2 -> 2VI3}}}

## الخواص
يوجد المركب في الشروط القياسية على هيئة صلب بلوري ذي لون بني مسود؛ وهو يتسامى عند درجات حرارة تقع في المجال بين 80-100 °س.
يتبلور المركب وفق نظام بلوري ثلاثي متساوي الأحرف؛ وله بنية بلورية مشابهة لبنية مركب يوديد البزموت الثلاثي BiI3.

## الاستخدامات
يمكن أن يستخدم مركب يوديد الفاناديوم الثلاثي من أجل إنتاج الفاناديوم مرتفع النقاوة وفق طريقة القضيب البلوري.